# Štip
Štip (makedonsky Штип) je největší město ve východní části Severní Makedonie, na železniční trati Veles – Kočani. Dle sčítání lidu z roku 2002 zde žilo 43 625 obyvatel. Město se rozkládá ve Východním regionu a je správním centrem stejnojmenné opštiny. Protéká ním řeka Bregalnica a Otinja.

## Název
V antice se objevoval název Astibo. Později, během existence Byzantské říše, měl podobu Stipeon a z něj se vyvinul nejspíše pozdější slovanský název Štip. Rovněž se objevoval v antice i název místní řeky (Brigantium), který byl později poslovanštěn jako Bregalnica.

## Klimatické poměry
Průměrná roční teplota zde činí 12,8 °C.

## Historie
Štip je považován za jedno z nejstarších měst na území současného severomakedonského státu.
Je předpokládáno, že se zde nacházelo centrum starověkého království s názvem Paeonia, neboť řecký historik Polyainos popsal rituální koupel paeonského krále při korunovaci právě v místních vodách. Nejstarší souvislé osídlení se nacházelo v lokalitě dnešní pevnosti (makedonsky штипска тврдина) na vrcholu Isar, kde jej bylo možné ubránit před nájezdníky. Ve 4. století je město opět zaznamenáno na tzv. Peutingerově mapě.
V 9. století se město dostalo pod nadvládu bulharského carství. Poté zde bylo časté střídání vlád mezi Srbskem, Bulharskem i Byzantskou říší.

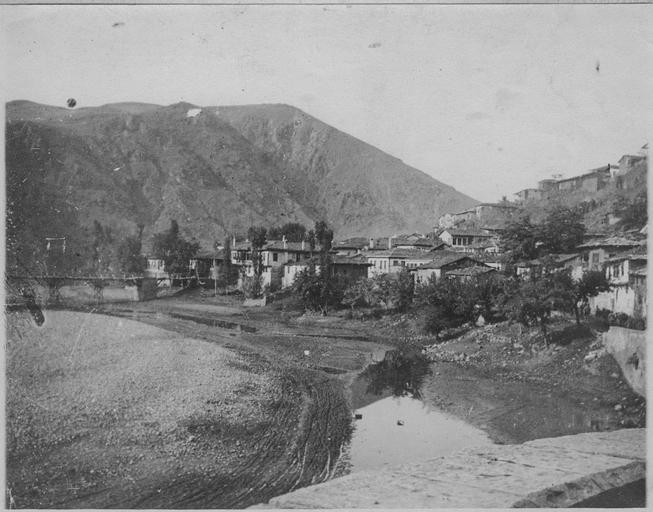
Údolí řeky v roce 1918.

V roce 1284 zmínil v jednom svém dokumentu existenci města srbský car Štěpán Milutin. V roce 1395 město obsadili Turci. V 16. století sem přišla zhruba dvousetčlenná komunita sefardských Židů, kteří byli vyhnání z dnešního Španělska.
V osmanských záznamech je (později v latince) známé pod názvem İştip. Známý turecký cestovatel Evlija Čelebi, který popsal řadu měst porobených zemí pod tureckou nadvládou, navštívil Štip v roce 1661. Poznamenal, že město je regionálním centrem trhovců, a že se zde nacházelo 2240 domů, 450 obchodů, v nichž se obchodovalo především s mléčnými a masnými výrobky a vlnou. V roce 1689 město během turecko-habsburské války na čas obsadila rakouská vojska. Okolo roku 1800 město navštívil tehdejší francouzský konzul a odhadoval, že zde žilo mezi třemi až čtyřmi tisíci lidí.
V roce 1850 zde byl zbudován pravoslavný kostel zesnutí přesvaté bohorodičky, a to v místní části Novo Selo.
Obyvatelstvo města bylo během turecké nadvlády do značné míry muslimské, v souvislosti s první balkánskou válkou a získáním města Srbskem nemalá část muslimského obyvatelstva utekla do zmenšené vlasti. Během konfliktu byl nicméně Štip částečně obsazen bulharskou armádou. Počet obyvatel, který se pohyboval na počátku století okolo dvaceti tisíc, se tak podstatně snížil.
I přesto, že se město stalo součástí Srbska a později Jugoslávie, panoval zde do značné míry odpor proti nové moci. V roce 1927 zde byl hnutím VRMO zavražděn srbský brigádní generál Mihajlo Kovačević. Za druhé světové války byl Štip opět okupován Bulharskem. V 20. letech zde vzniklo Sdružení proti bulharským banditům (srbochorvatsky Udruženje protiv bugarskih bandita), jehož vznik iniciovali představitelé vládnoucí moci. Do okolního řídce osídleného venkova byli (stejně jako např. v Kosovu) vysíláni kolonisté, kteří nicméně nebyli místními přivítáni vřele. Docházelo k násilnostem, vraždám, vypalováním domů apod. 
Moderní výstavba ve Štipu byla v 20. století realizována v podobě komplexní přestavby nábřeží řeky Otinja. V blízkosti železniční stanice vzniklo nové osídlení a panelové sídliště bylo zbudováno na severním okraji města. Ve městě se oslavuje den 8. listopad jako připomínka osvobození Štipu od fašistické nadvlády dne 8. listopadu 1944.
Během období existence socialistické Jugoslávie zde v rámci industrializace země byly vybudovány textilní podniky, konkrétně zde fungovaly společnosti Makedonka a Astibo. V blízkosti města se dnes nachází i průmyslová zóna o celkové rozloze 208 ha.

## Kultura a pamětihodnosti

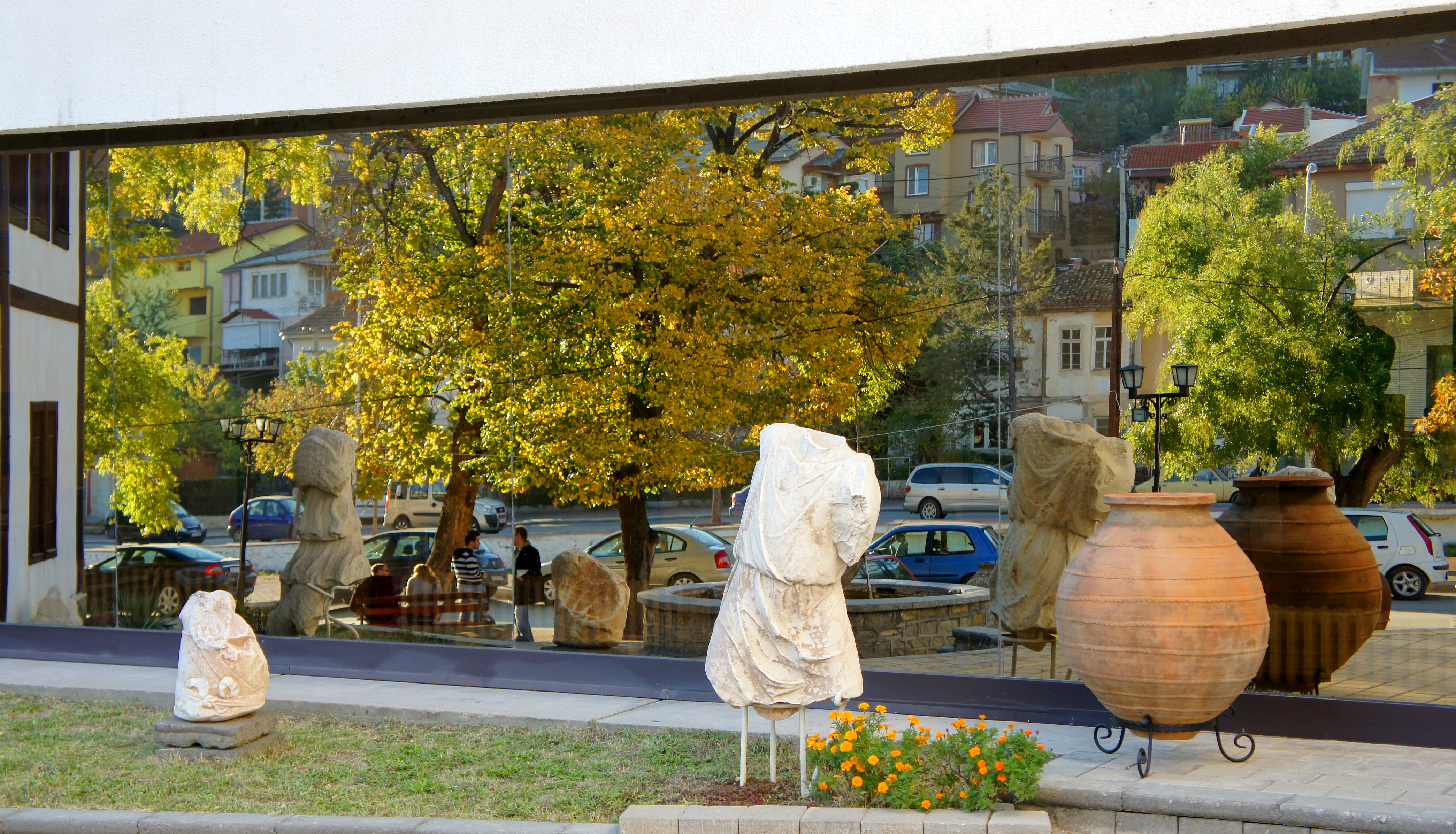
Archeologické nálezy před budovou místního historického muzea.

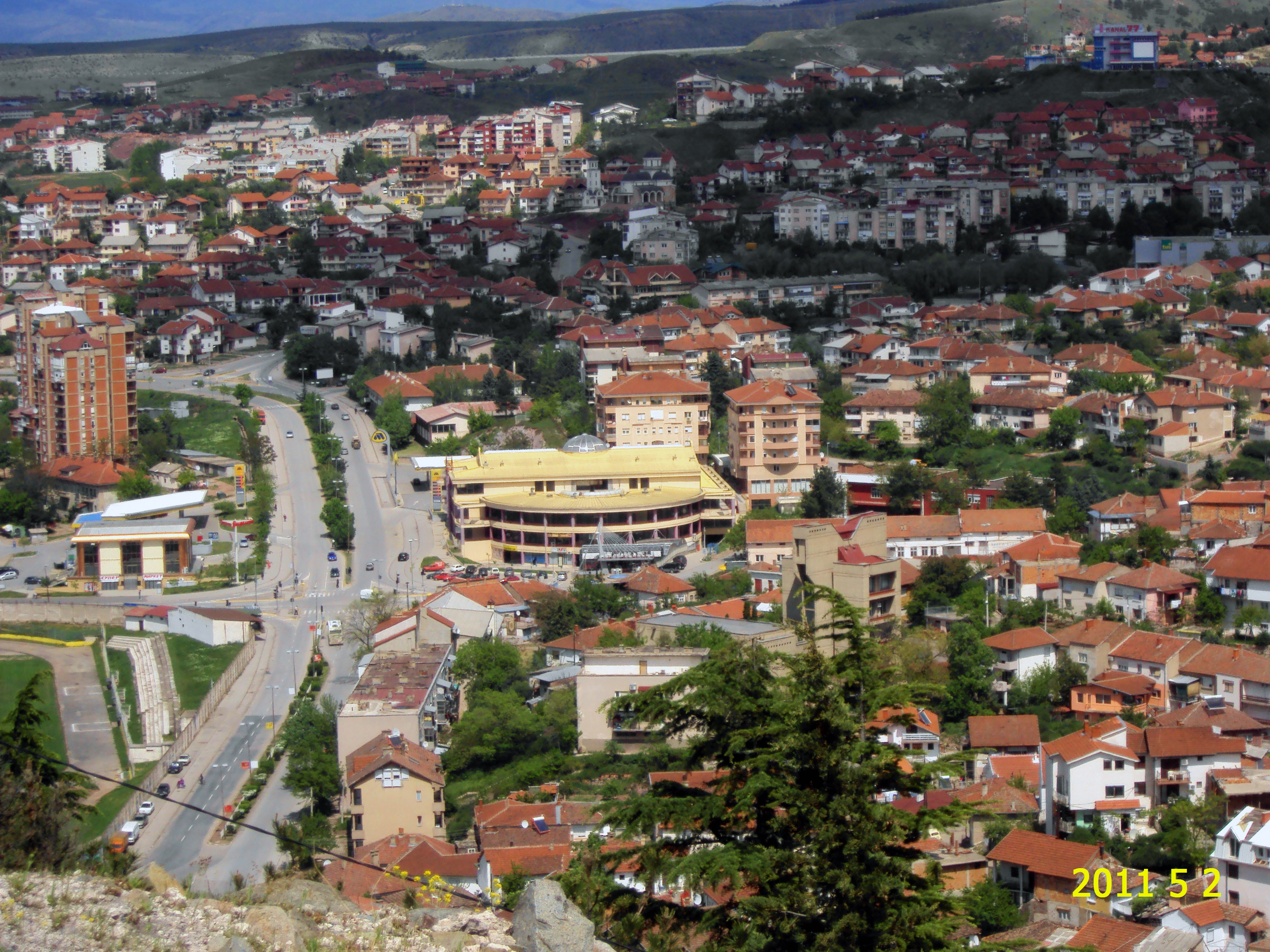
Domy ve městě.

Ve Štipu se nachází zachovalý klášter ze 14. století a ruiny starého kostela. Ve čtvrti Novo Selo, v jedné z nejstarších částí města, se narodil první prezident samostatné Makedonie Kiro Gligorov. Z historických památek bylo dochováno staré tržiště (bezisten) a řada dalších památek, např. mešita Kadan Ana. 
V jedné z historických budov sídlí i místní pobočka národního muzea. Místní městské muzeum bylo založeno roku 1950 a od roku 1950 působí jako Muzeum Štipského kraje (makedonsky Музеј на штипскиот крај). Na pevnosti Isar se nachází také památník revoluce.
Dominantou středu města je brutalistní dům kultury ze 70. let 20. století. Ve městě sídlí i pobočka národního divadla a národní knihovny, která nese název po Goce Delčevovi. Ve Štipu rovněž sídlí i pobočka místního historického archivu a dále severomakedonského památkového ústavu.
V roce 2021 byl schválen nový urbanistický plán města Štipu.

## Ekonomika
V období existence socialistické Jugoslávie se zde nacházely textilní podniky, které i na počátku 21. století představují 70 % místního průmyslu. Z nich byly dříve v Jugoslávii etablované společnosti Makedonka a MK Astibo. Dále jsou zastoupeny stavebnický průmysl, potravinářský a zpracování a výroba kožedělných výrobků.

## Doprava
Městem prochází železniční trať Veles–Kočani, která má nádraží na severozápadním okraji města.
Do Štipu směřuje také dálnice A4 ze Skopje, odbočující z dálnice A3. První uvedená byla nicméně zbudována jen v polovičním profilu, tvoří západní obchvat Štipu a slouží především pro tranzitní dopravu.
Západně od města se nachází malé letiště u vesnice Suševo.

## Sport
Město má vlastní stadion (městský stadion), který má kapacitu 6000 návštěvníků. Místní fotbalový tým nese název "Bregalnica" (ustanoven roku 1921), dále zde existují družstva s názvem Babi a Astibo. 